# Nørager (Norddjurs)
Nørager is een plaats in de Deense regio Midden-Jutland, gemeente Norddjurs, en telt 283 inwoners (2007).